# Марикс Оскар Петрович
Оскар Петрович Марикс (20 грудня 1890, Львів — 24 червня 1976) — білоруський театральний художник, живописець, педагог, народний художник Білоруської РСР (1961), один з засновників білоруської сценографії.

## Біографія
Спеціальну освіту Оскар Марикс отримав у Празькій академії мистецтв, яку закінчив у 1912 році за спеціальністю архітектури, декоративного і прикладного мистецтва. Він також навчався у Варшавській школі художнього мистецтва, в Академії зображувального мистецтва у Відні і Львові. Вихованець празької мистецької школи. Отримав визначну європейську освіту.
Поселився у Мінську в 1920 році.
Член революційної платформи так званих білоруських реформаторів мистецтва, яка була заснована профспілкою працівників мистецтва, освіти і друку, до якої входили Олексагдери Ахола-Вало, Олена Опадова та інші. У 1920-х років стояв біля витоків театральної сценографії у Білорусі. Першим у Білорусі ввів тривимірні декорації.
Оскар Марикс дивом вцілів у роки репресій, виїхавши з Білорусі. Повернувся у республіку незадовго до Великої Вітчизняної Війни. Виставка творів художники відкрилася у Мінську за декілька днів до початку війни. Окупанти повністю вивезли картини Марикса до Німеччини. Досі не знайдено жодної картини з експозиції. Біла вивезена також бібліотека художника. Частина — з екслібрисами Марикса — повернулася з Німеччини ще за життя Оскара Петровича, який був змушений покинути театр і піти викладати живопис у художньому училищі та інституті.
З 1922 року Оскар Марикс був головним художником теперішнього Національного академічного театру імені Янки Купали. У роки війни разом з Купайлівським театром перебував у евакуації в місті Уральську.
Пізніше працював головним художником Городненського обласного драматичного театру (1953, 1957).
Тісні дружні відносини зв'язували художника з багатьма діячами білоруської культури і мистецтва: Янкою Купалом, В. І. Володимирським, І. Охремчиком, Заїром Азгуром, П. Бровкою, К. Кропивою та інш.

## Пам'ять
- У Мінську на місці будинку, в якому жив засновник національної сценографії Оскар Марикс встановлена меморіальна дошка.
- У січні 2011 року у Білоруському державному музеї історії театральної та музичної культури (Мінськ) відбулася виставка, присвячена 120 річчю з дня народження народного художника Білорусі Оскара Марикса, на якій були представлені ескізи декорацій, костюми для спектаклів, пейзажі майстра.
- На 4 кварта 2011 року мінським видавництвом «Чотири чверті» був запланований випуск книги «Оскар Марикс» / Укладачі: Л. В. Марикс, І. А. Бархатков. Сумісне видання з Музеєм історії, театру і музичної культури.